# Смысловые галлюцинации
«Смысловы́е галлюцина́ции» (краткое название «Глюки») — советская и российская рок-группа из Екатеринбурга. Первоначально относилась к панк-рок-группам Свердловска, позднее стиль группы стал тяготеть к пост-панку и инди-року.

## История группы
Днём рождения группы «Смысловые галлюцинации» принято считать 21 августа 1989 года — день, когда появилось название. В 1990 году группа была принята в Свердловский рок-клуб. Группа также входила в структуру музыкального общества «Бит-бардак» наравне с группами «Солянка имени Бобы Докутовича», «Бит-бардак» и «Панки по пьянке».
В начале 1995 года вокруг Сергея Бобунца собрался новый костяк музыкантов. Этот состав назвался «Что-то против тебя» («Something Against You» — песня любимой группы Pixies). Группа отыграла два концерта под этим именем, но на третий раз вышла под старым названием «Смысловые галлюцинации».
В 1996 году вышел дебютный альбом «Разлука NOW», ставший своеобразной данью уважения группе «Nautilus Pompilius». В том же году группа вместе с екатеринбургскими ветеранами войны в Афганистане отправились в 22-дневный «Марш мира» по городам европейской части России.
В 1997 году вышел второй альбом «Здесь и сейчас». Одна из песен альбома — «Коварство и любовь» — отсылает к творчеству группы «Агаты Кристи».
В 1999 году вышел третий альбом «Акустическая юность», выпущенный ограниченным тиражом на кассетах.
Летом 1999 года песня «Розовые очки» попала в эфир «Нашего радио» и в «Чартовую дюжину». Спустя год «Розовые очки» и «Вечно молодой» прозвучали в саундтреке фильма «Брат-2».
В 2000 году вышел четвёртый альбом «3000», принесший группе всероссийскую популярность.
«Смысловые галлюцинации» участвовали в фестивалях «Нашествие», «Maxidrom», «Мега-Хаус», «Крылья» и др.
В 2001 году вышел пятый альбом «Лёд 9». «Лёд 9» — название специфического вещества, которое превращает в лёд всё, в чём присутствует вода в философ-фантастическом произведении американского писателя Курта Воннегута «Колыбель для кошки».
25 марта 2003 года вышел шестой альбом «Обратная сторона Земли».
21 августа 2004 года группе исполнилось 15 лет. К юбилею был приурочен выпуск сборника лучших песен «66 rus», куда, кроме хитов вошли ранее не издававшиеся песни и специально записанные новые версии известных песен группы. 1 сентября прошла первая из акций «Первый день осени».
«Смысловые галлюцинации» награждены двумя «Золотыми граммофонами» за песни «Зачем топтать мою любовь» в 2002 году и «Разум когда-нибудь победит» в 2003 году. Группа номинировалась на национальную музыкальную премию «Овация» как лучшая рок-группа 2004 года.
В июне 2005 года вышел DVD «Первый день осени», где, помимо концерта, размещены все клипы группы и архивные материалы. 1 сентября в рамках акции «Первый день осени» группа представила седьмой альбом «Большие планы», вышедший в декабре. «Радио Maximum» признало «Смысловые галлюцинации» группой года.
В апреле 2008 года вышел макси-сингл «Гудбай, Микки Маус!», куда вошли несколько песен с будущего альбома и эксклюзивный трек. 1 октября, за пять дней до релиза, в эфире «Нашего радио», состоялась радиопрезентация нового, восьмого альбома «Сердца и моторы».
9 сентября 2009 года группа отметила свой 20-летний юбилей в «Центре культуры „Урал“». Концерт, включая любительские записи, составил новый DVD группы.

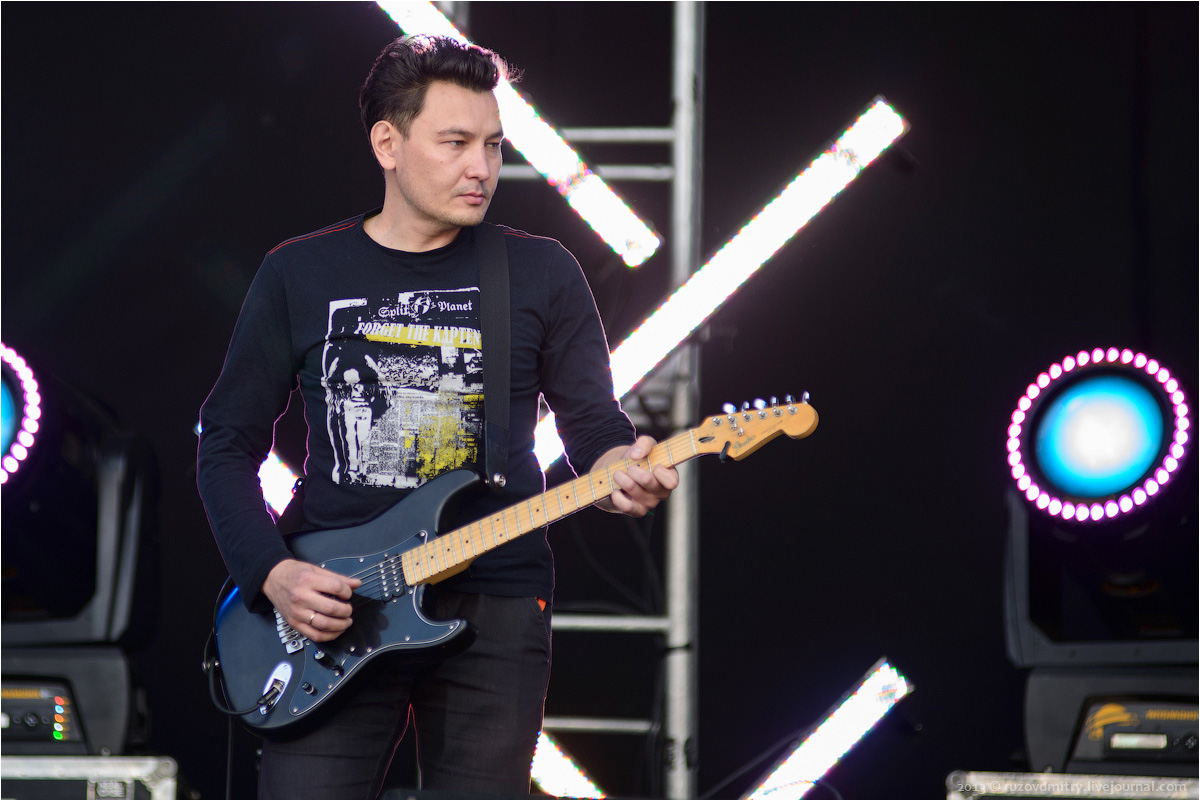
Евгений Гантимуров в составе «Смысловых галлюцинаций» на фестивале «Рок над Волгой» 2013

3 декабря 2010 года «Смысловые галлюцинации» сообщили, что приступили к записи нового альбома с рабочим названием «Сделано в темноте». Альбом вышел в мае 2011 года. На два трека с этого альбома — «Последний день Земли» и «Демоны» — были сняты клипы. Осенью этого же года возобновилось сотрудничество с Юлией Чичериной: Сергей Бобунец стал продюсером её нового сингла «Опасно» и альбома «Сказка о счастье», а Максим Митенков принял участие в создании нового материала. В конце 2011 года сингл «Погружаюсь» с альбома «Сделано в темноте» получил премию «Чартова дюжина» в номинации «Лидер чарта».
В 2012 году группа приняла участие в создании нескольких фильмов. Песня «Демоны» прозвучала в фильме Алексея Федорченко «Хроноглаз», «Погружаюсь» прозвучала в телесериале «Краткий курс счастливой жизни». Музыка «Смысловых галлюцинаций» имеется также в фильме «Территория». В 2012 году были опубликованы такие песни, как «Все будет волшебно» и кавер на композицию Бориса Гребенщикова «Я не могу оторвать глаз от тебя», записанный специально для юбилейного трибьюта «Аквариума». В апреле вышел сборник лучших песен, выпущенный компанией «Монолит», а в начале декабря состоялся релиз сборника «Песни о спасении Мира».
В 2012 году в Екатеринбурге была открыта медиа-лаборатория «Смысловых галлюцинаций» S.G.T.R.K, где проходит работа с различными музыкальными проектами и запись новых песен.
В августе 2013 года группа выступила на форуме «Селигер 2013» Единой России.
Состав коллектива не меняется с 2008 года, когда к Сергею Бобунцу и Константину Лекомцеву присоединились гитарист Евгений Гантимуров (экс-«Банга-Джаз», «Инсаров», «Бабье лето»), бас-гитарист Николай Ротов и барабанщик Максим Митенков — по совместительству автор и исполнитель песен.
В 2015 году в эфире Первого канала была показана телеверсия концерта, посвящённого 15-летию фильма «Брат 2». Группа Сергея «Смысловые галлюцинации» исполнила три песни: «Вечно молодой», «Розовые очки» и «Последний герой» (кавер-версия хита группы «Кино»).
29 декабря 2015 года Сергей Бобунец заявил, что в 2017 году группа «Смысловые галлюцинации» прекратит своё существование.
13 ноября 2016 года группа «Смысловые галлюцинации» представила свою последнюю песню, получившую название «Последнее признание». Премьера композиции состоялась на «Нашем радио».
16 декабря 2016 года вышел последний в истории группы альбом «Трудных времён песни», ставший десятым в дискографии коллектива. В него вошли как новые песни, так и старые в новых аранжировках, и кавер-версии песен других исполнителей. Сам альбом был выпущен в двух частях, первая — как альбом группы, вторая — как сольный альбом Сергея Бобунца. Неофициальная третья часть альбома совместно с DJ Nejtrino была разослана в виде ссылки на электронный альбом всем «акционерам» последнего альбома группы, перечисливших деньги на его запись.
13 января 2017 года в рамках фестиваля «Старый Новый Рок» состоялся последний концерт группы.

### После распада
В 2022 году группа Сергея Бобунца принимала участие в марафоне «Zа Россию», организованном в поддержку вторжения России на Украину.
9 июня 2023 года Сергей Бобунец дал интервью подкасту Первого канала в котором рассказал об истории группы и о возможном возрождении.
Основатель группы Александр Колбасов скончался в Екатеринбурге 26 декабря 2023 года в возрасте 50 лет после продолжительной болезни. Свой последний концерт он дал 9 декабря.

## Дискография

### Магнитоальбомы
- 1989 — Союз нерушимых
- 1990 — Внешняя атрибутика
- 1992 — ЙЁХХА
- 1993 — Хочется думать
- 1994 — Паркопаны в грязи

### Студийные альбомы
- 1996 — Разлука NOW
- 1997 — Здесь и сейчас
- 1999 — Акустическая юность
- 2000 — 3000
- 2001 — Лёд 9

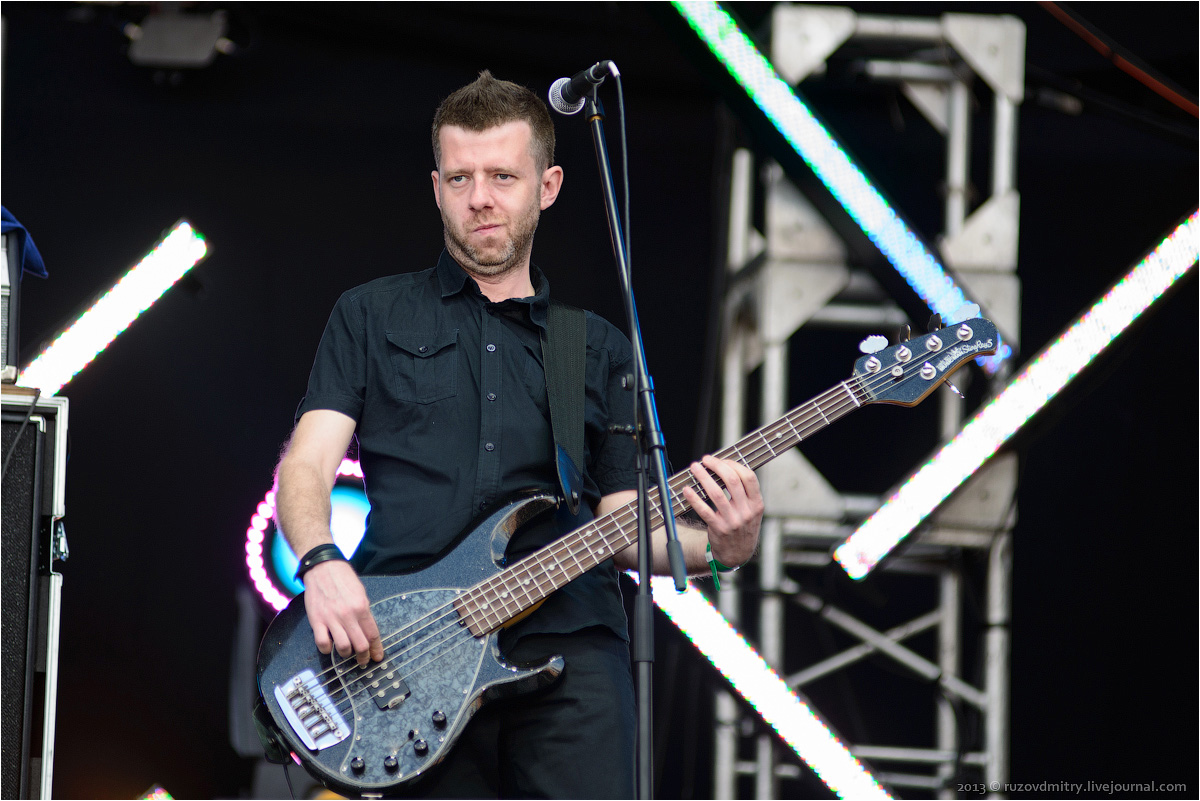
Николай Ротов в составе «Смысловых галлюцинаций» на фестивале «Рок над Волгой» 2013

- 2003 — Обратная сторона Земли
- 2005 — Большие планы
- 2008 — Сердца и моторы
- 2011 — Сделано в темноте
- 2016 — Трудных времён песни

### Синглы
- 2000 — Вечно молодой
- 2005 — Полюса
- 2008 — Гудбай, Микки Маус!
- 2012 — Всё будет волшебно
- 2012 — Демоны
- 2014 — Вечность встанет с нами рядом
- 2014 — Мысленный Волк
- 2016 — Зверь 2
- 2016 — Последнее признание

### DVD
- 2005 — Первый день осени
- 2006 — Большие планы

### Сборники
- 2002 — De Luxe Collection
- 2002 — Все хиты
- 2004 — 66 rus
- 2012 — Лучшие песни! (Новая коллекция)
- 2012 — Полная коллекция хитов!
- 2012 — Песни о спасении мира
- 2014 — Мысленный волк
- 2016 — Минус один (сборник инструментальных версий песен)

### Клипы
- 1995 — Хочется думать
- 2000 — Звёзды 3000
- 2000 — Вечно молодой
- 2000 — Вечно молодой (remix)
- 2000 — Всё в порядке
- 2001 — Зачем топтать мою любовь
- 2002 — Разум когда-нибудь победит
- 2002 — Охотники
- 2003 — Пока это кажется важным
- 2003 — Первый день осени
- 2003 — Утром
- 2005 — Полюса
- 2005 — Апрель
- 2009 — Волшебный мир (OST «Запрещённая реальность»)
- 2009 — Без стюардесс
- 2010 — Чужое небо (OST «На игре 2. Новый уровень»)
- 2010 — Последний день Земли
- 2012 — Демоны (OST «Четвёртое измерение»)
- 2012 — Нет, да
- 2012 — Погружаюсь (OST «Крылатая память Победы». МиГ-3)
- 2012 — Всё будет волшебно (OST «Крылатая память Победы». Л-39)
- 2012 — Разум (OST «Крылатая память Победы». Ил-2)
- 2012 — Не могу оторвать глаз от тебя
- 2013 — Тишина
- 2013 — Всё изменится
- 2014 — Вечность встанет с нами рядом
- 2014 — Мысленный волк
- 2016 — Зверь 2

#### Саундтреки
- 2000 - Брат 2 - Вечно Молодой, Розовые очки
- 2000 - Брат 2. Обратно в Америку - Вечно молодой
- 2008 - GTA IV - Vladivostok FM - Вечно молодой (в пиратских сборках)[8]
- 2009 - Запрещённая реальность - Волшебный мир
- 2010 - На Игре 2. Новый уровень  - Чужое Небо
- 2012 - Четвёртое измерение - Демоны
- 2012 - Крылатая память Победы - Погружаюсь, Всё будет волшебно, Разум

## Состав группы

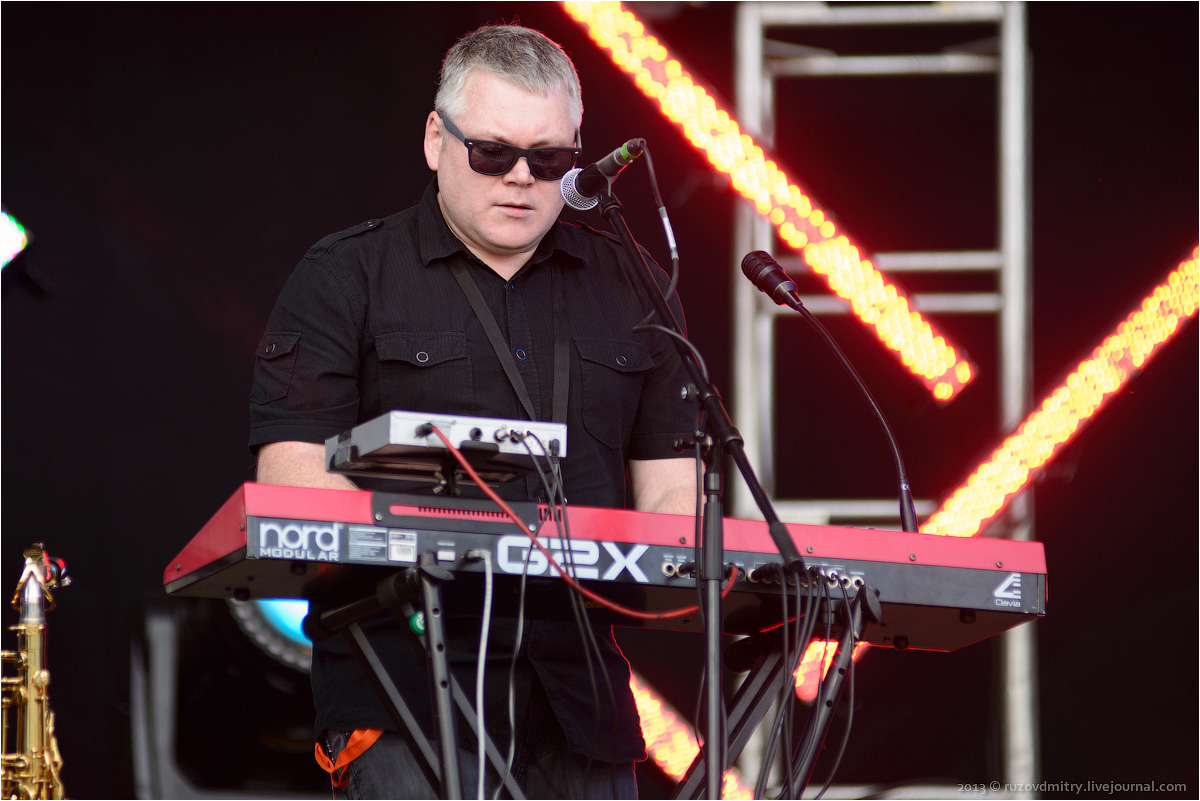
Константин Лекомцев в составе «Смысловых галлюцинаций» на фестивале «Рок над Волгой» 2013

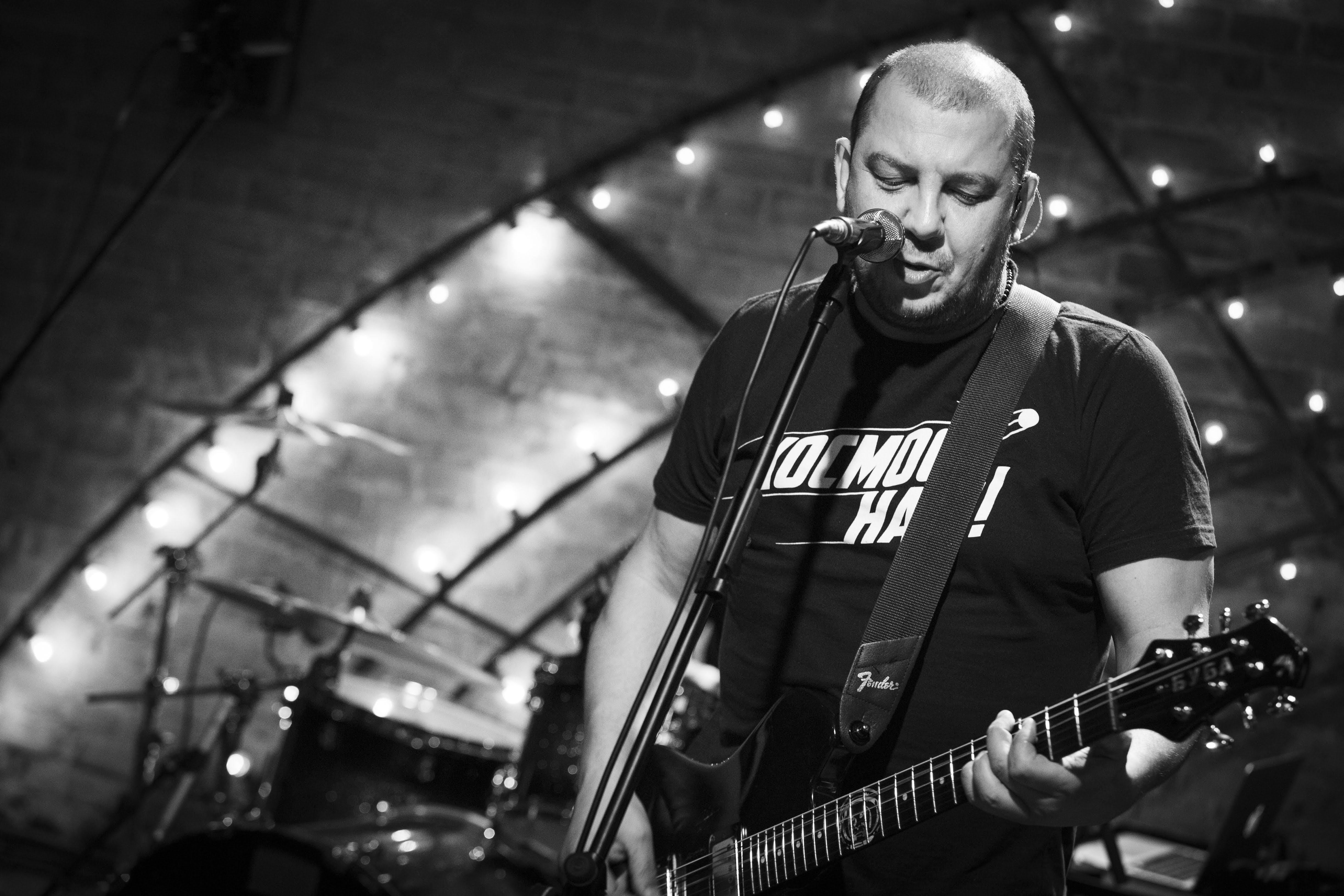

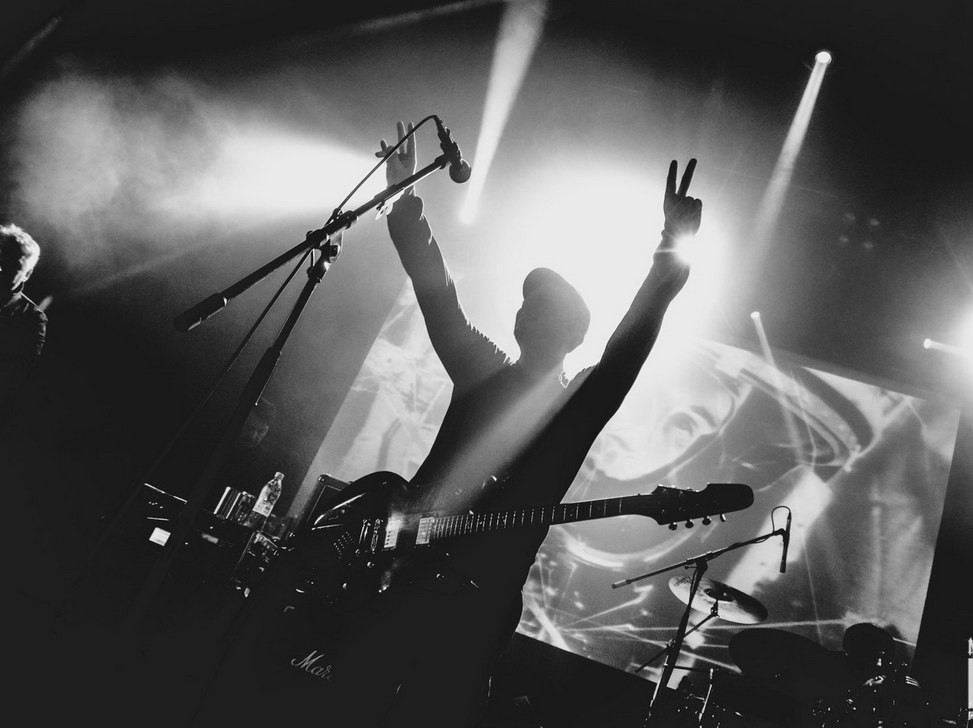

### Прежние участники
- Сергей Бобунец — вокал, гитара, бас-гитара, музыка, тексты (1989—2017)
- Константин Лекомцев — клавишные, саксофон, гитара, бэк-вокал, аранжировки, музыка, тексты (1995—2017)
- Николай Ротов — бас-гитара (2008—2017)
- Максим Митенков — ударные, вокал, тексты
- Евгений Гантимуров — гитара
- Олег Гененфельд — директор группы, музыка, тексты (1995-2017)
- Константин Уваров — идеолог, автор текстов (1989—1995)
- Сергей Баранов — гитара, клавишные, музыка, тексты, вокал (1989—1991)
- Владимир Бурдин — музыка, тексты, гитара, ударные, вокал (1989—1993)
- Александр Колбасов — гитара (1989—1993; умер в 2023)
- Игорь Васильев — бас-гитара (1989—1992)
- Дмитрий Шитлин — ударные (1989—1992)
- Яков Чернавин — ударные (1990, 1997)
- Макс Шипелин
- Олег «Ширман» Подосёнов — саксофон, клавишные (1989—1992)
- Сергей «Жена и двое детей» Симонов - бас-гитара (1990)
- Владимир «Желтый» Желтовских (экс-Чайф, Каталог, Станция вольных почт, Ансамбль цыганской музыки «Старая Москва») -  альт (1991)
- Владимир Полуботько — бас-гитара (1992—1993)
- Олег «Панцирь» Анцирев — ударные (1992—1996)
- Михаил «Холмс» Белоголовский — перкуссия, автор текстов (1992)
- Александр Бурый — бас-гитара (1995—1998, 2004—2008)
- Дмитрий Хабиров — ударные (1997—2008)
- Владимир Кискин — бас-гитара (1998—2004)
- Евгений Немчинов — бас-гитара (1997—1998)
- Андрей «Гога» Гоголев — бас-гитара (1990)
- Анатолий Компанец — ударные